# Dawn Eden Goldstein
Dawn Eden Goldstein là một tín hữu Công giáo người Mỹ. Bà một nhà văn, nhà báo và từng là một nhà sử học. Bà viết nhiều sách với các chủ đề liên quan đến đức tin, tình dục và chữa bệnh tinh thần với bút danh Dawn Eden. Goldstein được sinh ra trong một gia đình Do Thái Cải cách. Bà là cháu cháu gái của nhà thơ Alma Denny. Dawn Eden Goldstein là người phụ nữ đầu tiên có bằng tiến sĩ ngành thần học thánh, đây là bằng cấp Giáo hoàng- loại bằng cấp cao nhất mà một người có thể nhận được từ Giáo hội Công giáo Roma. Với thành tích đạt được, bà Dawn Eden Goldstein có đủ phẩm chất và khả năng để dạy ở một chủng viện hay đại học chuyên về giáo lý Công giáo. Đây là điều mà trước đây chưa một giáo dân nào đạt được, nhất là đối với một phụ nữ.